# 華夏航空
华夏航空（英語：China Express Airlines， 深交所：002928）是中国大陆第一家也是唯一一家专门从事支线航空客货运输的中外合资航空公司，于2006年在贵阳成立。总部位于重庆，衢州设立了华东总部。目前已建立贵阳、重庆、大连、呼和浩特 、西安、库尔勒 、衢州运营基地，开通航线170余条，其中支线航线占比97%， 独飞航线占比87% ，飞往全国百余个航点。华夏航空选用庞巴迪CRJ-900NG和空客A320作为主力运营机型。

## 历史
2006年4月，华夏航空于贵州省贵阳市注册正式成立，同年9月25日华夏航空在贵州黎平完成首航。
2007年，华夏航空创立航空公司之间干支结合的“一票通”模式。
2008年，华夏航空飞机放行可靠性以99.78%的优秀成绩名列全球35家CRJ机队公司第二名。
2009年，华夏航空实现年度盈利，创造了以最小机队规模实现盈利的奇迹。
2010年8月28日，华夏航空由加拿大庞巴迪宇航公司生产的CRJ200/B－3001号机执行G52744（石家庄至贵阳）航班任务时，在贵阳机场着陆过程中发生右机翼翼尖触碰地面的严重不安全事件，暴露出运行安全存在重大隐患。中国民航管理局责令华夏航空公司从9月1日零时起，暂停运行并进行整改。
2011年，华夏航空开通直飞航线24条，行程覆盖西南、华东、华北、华南的航线网络。
2012年，华夏航空引进的国内首架CRJ900支线客机飞抵重庆江北国际机场，华夏航空快速发展大幕就此拉开。
2013年，华夏航空在大连增设过夜基地，正式启动东北区域网络布局。
2014年，华夏航空获得2013年度亚太区航空公司整体可靠性区域综合大奖；同年，华夏航空与中国国际航空、山东航空实现代码共享开辟干支联程合作的新局面。
2015年，华夏航空发布了国内民航首款“云上公交”产品。
2016年，华夏航空拟变更的经营范围国内（含港澳台），国际航空客货运输业务；同年，华夏航空发布了中国城市航空通达性报告。
2017年7月，华夏航空CRJ900机队规模增至32架；同年12月，华夏航空第三架A320入列，华夏航空机队规模增至35架。
2018年3月，华夏航空股份有限公司IPO成功上市；[21] 同年11月20日凌晨1点30分，随着一架编号为B-304S的A320平稳降落江北国际机场，华夏航空迎来了第5架A320飞机，至此，华夏航空机队规模增至43架。
2020年6月24日，华夏航空迎来一架A320neo，这是华夏航空引入的第50架飞机； 同年8月，华夏航空进入中国品牌500强；同年9月26日，华夏航空再次引进一架A320neo，机队规模增至51架；同年11月10日，华夏航空引入首架国产客机ARJ21，机队规模增至52架；[7] 同年11月14日，华夏航空再次引入一架A320，机队规模增至53架。
2021年8月29日，华夏航空机号为B-3250的CRJ-900型飞机执行G54394航班着陆过程中滑出跑道，随后有序组织旅客撤离。
2022年7月，华夏航空发布公告称，公司非公开发行股票申请获得中国证监会发审委审核通过；同年10月26日，华夏航空公告，公司于近日获得政府补助合计1.75亿元，占公司2021年度经审计的归属于上市公司股东净利润绝对值的177.26%；同年10月29日，华夏航空公布了2022年第三季度业绩报告，第三季度亏损5.58亿元，前三季度累计亏损15.09亿元。
2024年3月31日，华夏航空进一步优化航线网络和运力布局，新增恩施、张家界、秦皇岛、嘉峪关、南昌等地进出港国内航线56条，国际航线1条，加密重庆—遵义茅台、重庆—包头、重庆—东营、芜湖—珠海、呼和浩特—赤峰、阿克苏—伊宁—塔城等热门航线频次。由此，华夏航空国内航线达178条，通航城市达131个。
2024年5月17日，从华夏航空获悉，5月29日起，华夏航空将复航重庆⇋万象航线，每周三班。该航班将在每周一、三、五执飞，计划采用空客A320客机执行。重庆-万象航班号为G52805，8:05从重庆出发，09:35抵达万象；万象-重庆航班号为G52806，10:35从万象出发，14:10抵达重庆（以上均为北京时间）。

## 机队

### 现役机队

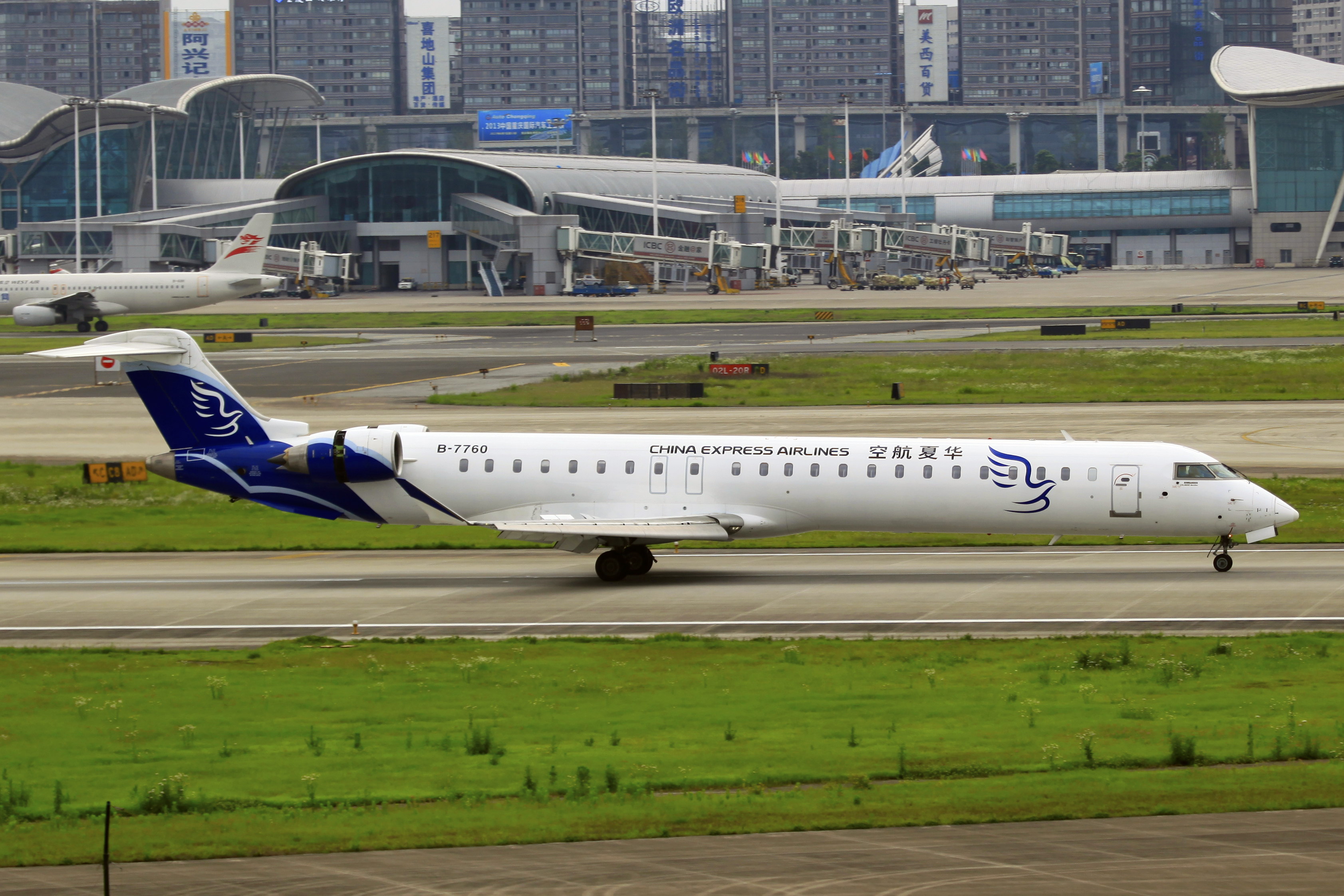
华夏航空CRJ900

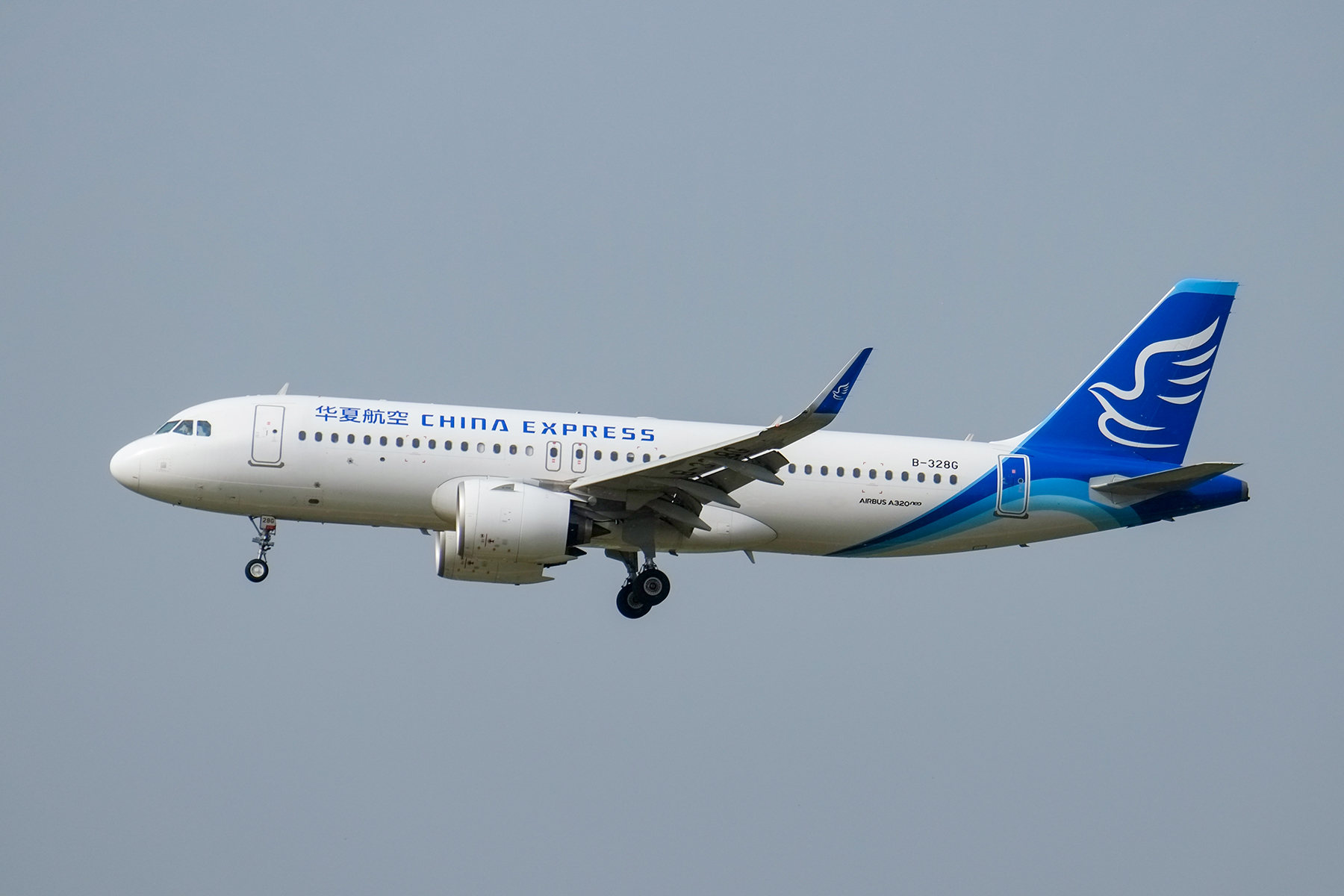
华夏航空A320neo

截至2020年12月，华夏航空共拥有飞机54架。
2020年6月10日，此公司下訂購入合共100架國產ARJ21及C919客機，但兩款飛機初期具體數目未明，至同年10月確定訂單為50架ARJ21，另外最多50架C919（亦可轉為ARJ21）。首架ARJ21於同年11月10日交付。
同年6月尾，華夏航空訂購的A320neo陸續在天津交付。
| 机型           | 数量 | 已訂購 |
| -------------- | ---- | ------ |
| 庞巴迪CRJ-900  | 38   |        |
| 空客A320-214SL | 11   |        |
| 空客A320neo    | 7    | 5      |
| 中國商飛ARJ21  | 3    | 47     |
| 中國商飛C919   |      | 50     |
| 总计           | 59   | 102    |

### 退役机队

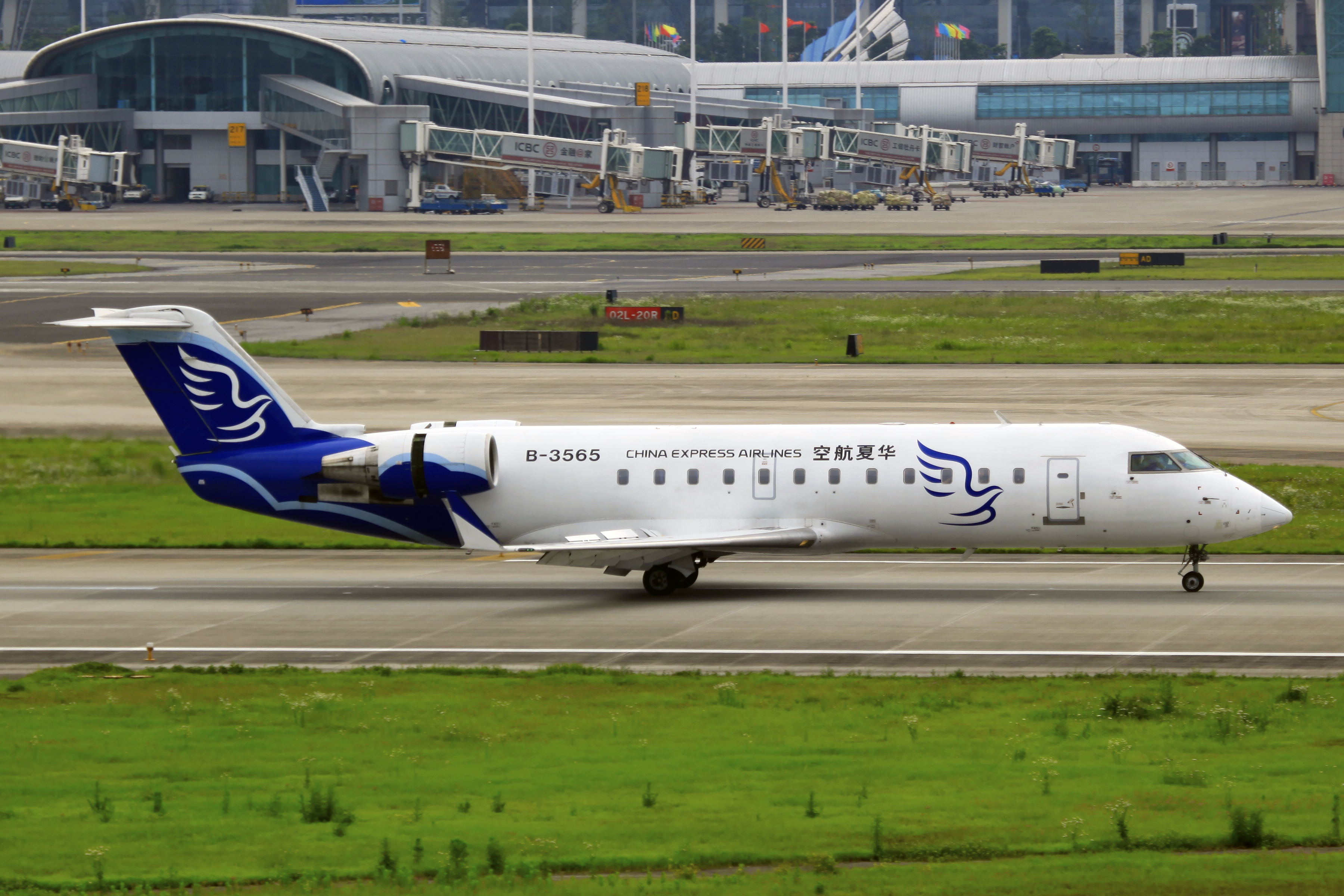
华夏航空CRJ200

- CRJ-200 6架，（B3001、B3012、B3016、B3565、B7700）其中B3001、B3012、B3016从山东航空转让而来。

## 意外事故
- 2010年8月28日凌晨1时59分，华夏航空一架从石家庄飞至贵阳的班机在贵阳机场着陆过程中，机翼翼尖擦地；事件發生後，中国民用航空总局西南管理局於8月31日下發通知，要求華夏航空自9月1日零時起暫停營運。2010年9月6日，民航西南管理局书面通知华夏航空，允许其于9月6日恢复部分航线运营。[5]
- 2014年8月26日，华夏航空2674号班机（CRJ-900，注册编号B-3363）在重庆江北国际机场20R跑道起飞时中断起飞，随即与地面标志牌刮蹭，飞机6处受损。[6]
- 2018年7月4日上午，华夏航空有限公司执飞呼和浩特（约9:00起飞）—通辽（约10:20落地）航班，航班号G5-2683，机型庞巴迪-900，在飞机准备在通辽机场降落时，飞机在离地大约9米高度上，机长将手放在油门杆下方操作油门，错误地将飞机左右两台发动机全部一起关闭了动力，致使飞机无动力落地后刹车失常，导致飞机左右全部机轮刹车爆胎，轮毂损坏严重，造成通辽机场关闭。[7]
- 2021年8月29日18:14，华夏航空机号为B-3250的CRJ-900型飞机执行G54394航班（新疆库尔勒–阿克苏）在阿克苏机场着陆后滑出跑道，在疏散撤离过程中有4名旅客轻微擦伤[8]。20点50分飞机被脱离事发区域。21点30分机场恢复正常。初步调查表明：“事发当天有雷阵雨，华夏航空机组有较强落地意愿，塔台通报跑道处于湿滑状态，机组在着陆时偏高，飞机接地点靠前，机组收反推早，使用刹车晚，最终导致冲出跑道”。[9]

## 外部連結
- 华夏航空 China Express Air （页面存档备份，存于）